# Onthophagus praedentatus
Onthophagus praedentatus là một loài bọ cánh cứng trong họ Bọ hung (Scarabaeidae).